# 杜蘭朵
《杜蘭朵》是賈科莫·普契尼作曲的三幕歌剧，剧本改編自意大利剧作家卡洛·戈齊的创作。普契尼在世时未能完成全剧的创作，在普契尼去世后，弗蘭科·阿爾法諾根据普契尼的草稿将全剧完成。该剧于1926年4月25日在米兰斯卡拉歌剧院首演，由托斯卡尼尼担任指挥。在该歌剧中，普契尼部分采用了中国民謠茉莉花的曲调。

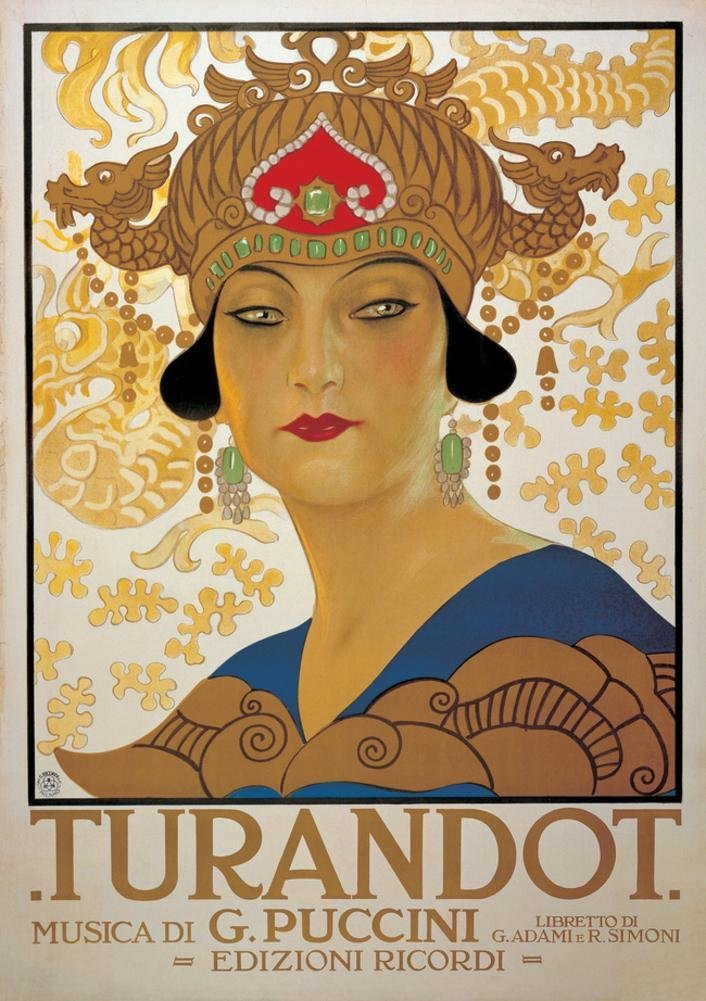
《杜蘭朵》海報

## 背景

### 劇名來源
杜蘭朵音譯自原文「Turandot」，而此詞本身就來自波斯語的「Turandokht」，由「Turan」（圖蘭，地名）和「dokht」（女兒）兩個字組成，意即「圖蘭之女」。

### 续写
1924年11月，已将该剧写至第三幕“柳儿之死”场景的普契尼带着《图兰朵》手稿到布鲁塞尔接受喉癌手术，但因术后并发症逝世，留下36页的遗稿。1925年，弗兰科·阿尔法诺获得普契尼家族和黎柯笛公司的邀请，根据普契尼的遗稿将该剧完成，但指挥家阿图罗·托斯卡尼尼对阿尔法诺的第一个续写版本并不满意，阿尔法诺只得将续写部分再次删改，成为现在常见的续写版本。
1926年4月25日，《图兰朵》在斯卡拉大劇院首演至第三幕“柳儿之死”的部分时，乐队在演奏完“Liù, poesia!”一句后的两个小节后停止演奏，托斯卡尼尼放下指挥棒，告知观众“大师在此停笔，歌剧到此结束”（Qui finisce l'opera, perché a questo punto il maestro è morto）。
1976年至1988年，美国作曲家珍妮特·马奎尔曾续写《图兰朵》结尾，但该版本并未正式演出。意大利作曲家卢恰诺·贝里奥曾于2001年应Casa Ricordi之邀续写另一个版本，2002年首演。
2007年，中国作曲家郝维亚受刚成立的国家大剧院委约以及Casa Ricordi的授权，根据普契尼的遗稿续写了另一版结尾，该版本于2008年3月21日在中国国家大剧院首演，截至2022年已在国家大剧院演出11轮，观众对此版本的评价也褒贬不一。2018年10月，中央音乐学院在醇亲王府南府演出的实景版《图兰朵》也采用了郝维亚的版本。

## 劇情大要

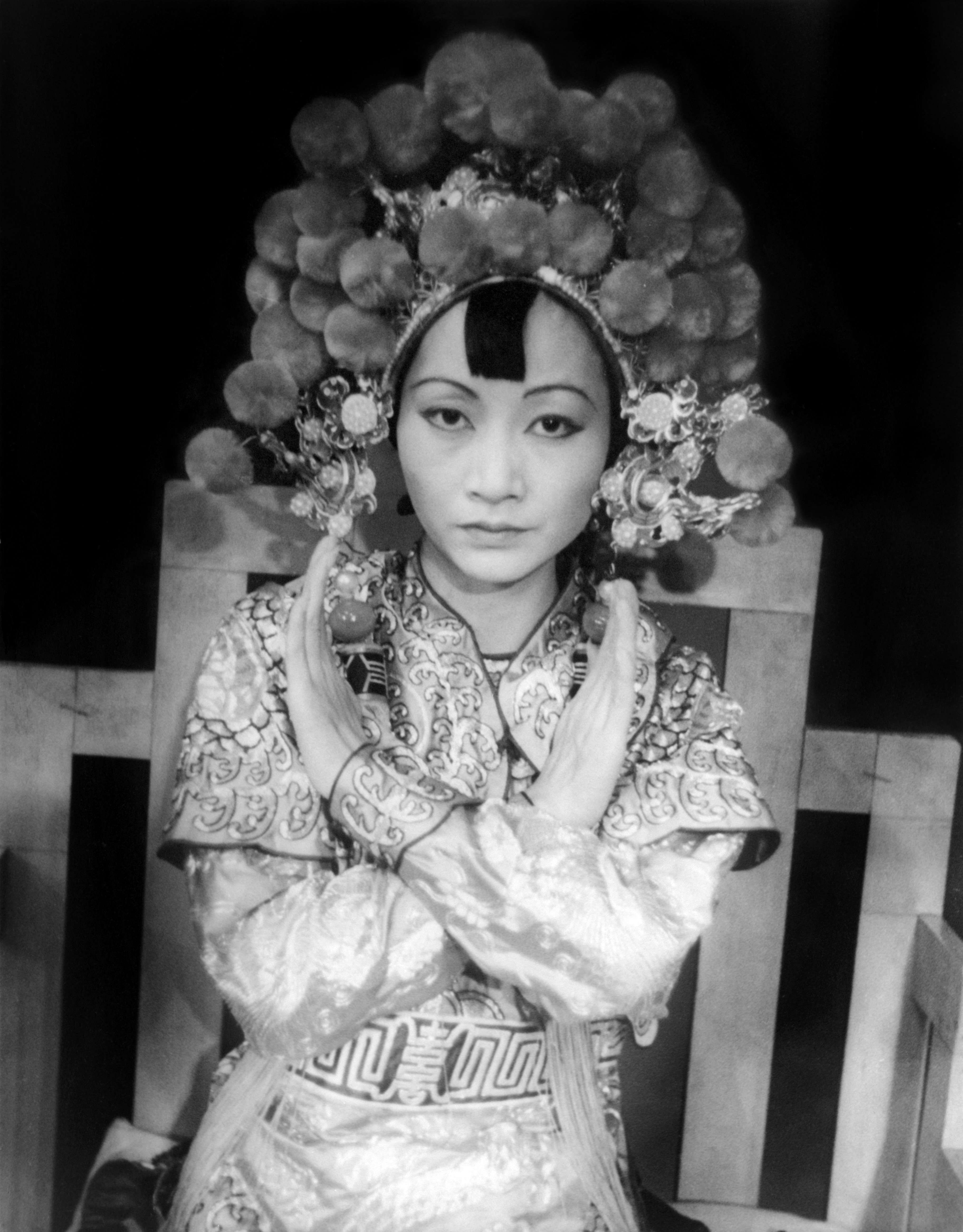
杜蘭朵 (黃柳霜), 1937年

蒙古帝國政府下令，欲娶公主杜蘭朵（Turandot）者，需猜對公主的三个謎語；但如有猜錯，便要處死。有一位波斯王子蒞臨求婚，但猜謎失敗，將於月出之時斬首。流亡中國的韃靼王子卡拉富(Calaf)與父親帖木兒（Timur）、侍女柳兒（Liù）在北京城重逢後，即看到波斯王子遭處決，及杜蘭朵在場親自監斬。卡拉富王子被杜蘭朵公主的美貌吸引，不顧父親、柳兒和三位大臣平（Ping）、潘（Pang）、彭（Pong）的反對来應婚，答对了所有问题，原來這三道謎題的答案分別是「希望」、「熱血」和「杜蘭朵」。但杜蘭朵拒絕認輸，向父皇撒賴，不願嫁給卡拉富王子，於是王子自己出了一道謎題，只要公主若在天亮前得知他的名字，卡拉富不但不娶公主，還願意被處死，公主捉到了王子的父親帖木兒和丫鬟柳兒，並且嚴刑逼供。柳兒自盡以示保守秘密，帖木兒因此指責杜蘭朵十分無情。天亮時，公主尚未知道王子之名，但王子的強吻融化了她冰般冷漠的心，而王子也把真名告訴了公主。公主也沒公佈王子的真名，反而公告天下下嫁王子，並說王子的名字叫：「Amore」，在意大利文中即「愛」。 
第一幕
宮殿前
傳令官宣讀法令：「任何要想娶杜蘭朵公主的王子必須正確地回答她的三個謎語。如果回答錯誤，一律斬首示眾。而在月亮升起時，波斯王子將被斬首。」
大家聽到消息後，民眾湧向宮門，侍衛粗暴地推開他們，一個瞎眼的老翁被推倒在地上，老翁的女僕柳兒為了救老翁喊叫起來。一個年青人聽到她的呼叫聲馬上過來幫忙，並且認出那位老翁就是他失蹤已久的父親。
老翁是流亡在中國的韃靼國王帖木兒，那個年輕人也就是韃靼王子卡拉富。卡拉富見到父親仍活著，他非常高興。王子要求父親不要透露他的名字，因為害怕征服多國的中國統治者知道。國王帖木兒告訴王子說，韃靼國宮廷裡的僕人中只有柳兒對國王仍舊忠心耿耿。王子問柳兒為什麼還是那樣忠心，她回答說，因為很久以前，王子曾向她微笑......
月亮昇起了，民眾看到年輕英俊的波斯王子將要被斬首了，民眾請求杜蘭朵公主能夠饒恕波斯王子。可是公主仍下令斬首。而杜蘭朵公主的出現引起了韃靼王子對公主的愛慕。當他情不自禁地呼叫公主名字的時候，波斯王子被斬首了，民眾則在恐慌中尖叫著。
韃靼王子被公主的美貌深深打動。他決定要向公主求婚，當他走向銅鑼並要敲打三下表示要娶杜蘭朵公主的時候，三位中國大臣平、龐、彭挖苦他說：「你還是好好保住你的人頭，趁早回到你的國家去吧。皇家墳墓已滿，我們不要再有笨笨的外邦人了。」韃靼國王帖木兒也勸告兒子打消這個念頭。暗戀著王子的女僕柳兒也認為王子不該去冒這個險。
對柳兒的忠心王子很感動，王子對柳兒說:「如果他不能答對公主的謎語而被斬首，希望柳兒繼續效忠父親，減少流亡的痛苦。」雖然三位大臣、帖木兒、柳兒多次勸告王子，但是王子已經下定心，任何人都勸說不了。
王子三次大叫公主杜蘭朵的名字。他衝向宮殿門前的銅鑼，敲打了三下，宣佈了向公主求婚。在宮殿陽臺上觀看的杜蘭朵公主接受了王子的挑戰。
第二幕
第一景：宮中涼亭。日出前。
三位大臣（平、潘、彭）對自己的工作作出抱怨：每天要阅讀很多文书，主持無數宫廷内的各种儀式，還要筹备盛大婚宴或者喪事。大臣平突然想念他在河南的自然风景：他家旁邊有湖，湖週圍長滿竹子。大臣彭想念他家鄉的果園。大臣龐回憶他老家的花園。雖然三位大臣可以怀念他们的家乡，但是他们必须回到冷漠无情残酷的现实当中。他們不得不執行一些青年的死刑，他們永远記得這些青年的恐怖命運。宫廷里的乐器响起来了，皇帝将驾临，三位大臣作好迎接准备。      
第二景：宮廷。白天。
皇帝阿兒頓，杜蘭朵公主的父親，坐在御座上。他力勸那位求婚的王子撤回他的求婚決定，可是王子還是一意孤行。杜蘭朵出來對眾人自述她對於先人的不幸所感到的仇恨，說：她的祖先羅玉鈴太后抵抗男人的霸道，把國家治理得很好，人民老百姓過著安居樂業的生活，直到有一天有一個入侵的外國王子強暴她，並且殺死她。
長大後的杜蘭朵公主發誓要為祖先報仇，她憎恨所有向她求婚的男人。杜蘭朵公主勸告王子收回決定，但是王子對公主的愛意已定，無法收回。
於是杜蘭朵公主講出了第一個謎語：「什麼東西在晚上出生，而在黎明死去？」王子正確回答:「希望。」
公主感到很驚訝地講出了第二個謎語：「什麼東西紅如火，暖如火，又非火？」王子想了一會兒說：「熱血（熱情）。」
公主聽後更加震驚了，民眾對王子的聰明自信喝彩，更加激怒了公主，公主接著講出了第三個謎語：「什麼東西冷如冰，燒起來熱如火？」
正當王子思考的時候，公主很得意地逗弄著王子，以為王子肯定回答不了而被斬首，王子突然大聲說：「就是你，杜蘭朵公主！」
民眾立即歡騰起來呼喚著王子的勝利，公主隨即跪在皇帝面前，哀求父王不要把她嫁出去。皇帝卻堅持誓約是「神聖不可侵犯」，認為公主一定要按照誓約嫁給王子。正當公主悲痛萬分之時，王子向公主提出了一個謎語：「如果在日出前杜蘭朵能說出王子的名字，妳就可以處死我。」杜蘭朵公主接受這個猜謎提議。皇帝也向眾人宣告希望王子在天亮時能成為他的駙馬。
第三幕
第一景：宮中花園。晚上。
在遠處，宮廷中的傳令官宣讀杜蘭朵公主的命令：今晚北京城內所有人都不能入睡，如果在天亮前仍然不知道王子的名字，那麼全城的人都要被處死。
三位中國大臣又再去見王子，他們說只要王子能放棄娶杜蘭朵公主，他們就會給王子錢財和女人。但王子仍然回絕。
接著，一群士兵拖出王子之父帖木兒和女僕柳兒。企圖從他們的口中得知王子的名字，因為有人看見他們和王子說話。 杜蘭朵公主命令帖木兒和柳兒說出王子的名字。王子假裝說他們不會知道。柳兒卻宣稱只有她才知道王子的名字，但是她不會透露的。大臣平用盡各種方法想從柳兒口中得知王子的名字，她堅持不說，於是受到拷打。
柳兒始終守口如瓶不肯透露，她的行為打動了杜蘭朵公主，杜蘭朵公主就問柳兒「什麼力量驅使你如此堅強？」柳兒回答「是愛。」。杜蘭朵公主再次命令大臣平逼供出王子名字，大臣平便加重刑罰。柳兒沒有被屈服反而對杜蘭朵公主說：「層層冰霜將你圍住，一定會有火來熔化，你早晚會愛上他的！」
說完後，柳兒從一個士兵的腰帶拔出短劍，向自己猛刺，當她邁步走向王子眼前的時候，眾人喊著要她說出王子的名字，可她卻倒地而死了。由於帖木兒眼睛瞎了，起初不知道柳兒已死，經過旁人告訴他，他知道後在極度的痛苦中大哭起來。
帖木兒警告說這種罪行會觸怒上天。眾人聽後帶著羞恥和害怕的心情安靜下來。柳兒的屍體被抬走，悲痛的帖木兒和眾人跟在後面走。當所有人都離開之後，剩下王子和杜蘭朵。王子責備杜蘭朵公主的殘酷後把她抱在懷裡並且強吻了她。
王子決定以真摯的愛情去打動杜蘭朵公主冷酷無情的心，他的一個吻點燃了公主心中的愛情之火，她希望王子帶著這個神秘的愛離開，再也不要提出什麼問題，但是王子最終卻把自己的真名「卡拉富」告訴了公主，他的命運已掌握在公主的手中，可以隨時被處死。
黎明時分已到，杜蘭朵公主卻和卡拉富王子一同走到皇帝面前，杜蘭朵公主宣佈她知道王子的名字，王子的名字就叫「愛！」（Amore，在意大利文中即「愛」）。於是，眾人齊聲向這對新人歡呼鼓掌。

## 音樂分析

### 著名曲目
- 〈祖先的屈辱〉（In questa reggia）——公主自述對於先人的不幸所感到的仇恨。
- 〈主啊! 聽吾言〉（Signore ascolta）——柳兒苦勸王子不該去冒回答公主謎語的風險。
- 〈今夜無人入睡〉（Nessun dorma）——王子表達對於公主猜不出自己姓名的信心，並穿插著北京城百姓對於公主的命令之心聲。

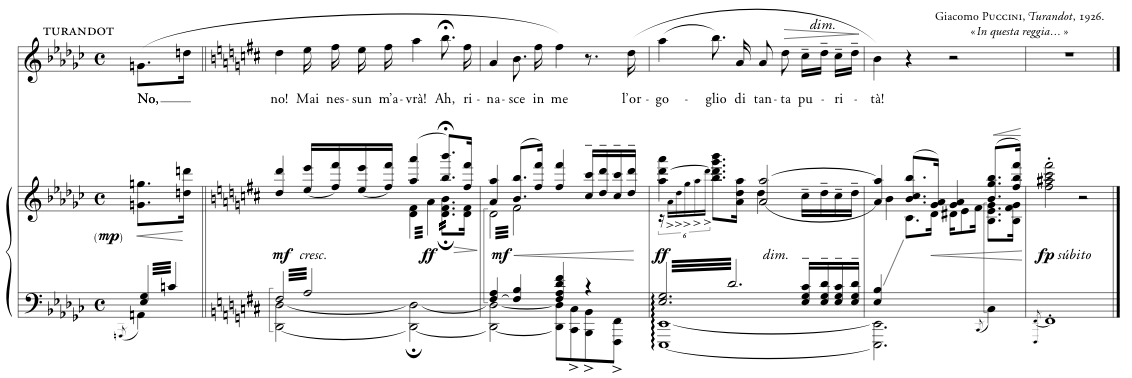
图兰朵之公主詠嘆調：祖先的屈辱（In questa Reggia）的選段曲譜

## 衍生作品
其他一些剧作家和作曲家也曾改编该剧或为其创作音乐，其中包括作曲家布索尼（Ferruccio Busoni）和中国当代剧作家魏明伦（川劇《中國公主杜蘭朵》）。
2008年3月到5月間，台灣歌手張惠妹於日本參演大型杜蘭朵音樂劇59場的巡迴公演，並以第一女主角擔任演出，搭配日本著名男演員中村獅童和岸谷五郎兩男主角，而音樂及配樂則由日本著名宮崎駿作品的御用作曲家久石讓重新編寫。
由台灣衛武營國家藝術文化中心和德國萊茵德意志歌劇院共同製作的普契尼歌劇《杜蘭朵》，自2015年於歐洲首演後，2019年在亞洲首演，2020年回到台灣演出。